# 21e étape du Tour de France 2023
Pour un article plus général, voir Tour de France 2023.
La 21e et dernière étape du Tour de France 2023 se déroule le dimanche 23 juillet 2023 entre Saint-Quentin-en-Yvelines et l'Avenue des Champs-Élysées à Paris, sur une distance de 115,1 kilomètres.

## Parcours
Après 58,9 km, les coureurs font leur entrée sur le circuit final de Paris. 1 700 m plus loin, ils franchissent pour la première fois la ligne d'arrivée de l'avenue des Champs-Élysées. Le circuit final long de 6 800 m est accompli huit fois et l'arrivée est jugée lors du neuvième passage.

## Déroulement de la course
La première attaque sur le circuit parisien est à mettre au crédit du maillot blanc Tadej Pogačar (UAE Emirates). Le Slovène est suivi par le Belge Nathan Van Hooydonck, équipier Jumbo-Visma de Vingegaard, qui relaie très peu. Le duo est repris quelques kilomètres plus loin. Après quelques autres tentatives avortées, la victoire se joue au sprint. Le Belge Jordi Meeus (Bora Hansgrohe) s'impose d'un boyau devant son compatriote et maillot vert Jasper Philipsen qui rate de peu une cinquième victoire sur le Tour 2023.

## Résultats
Cette section présente les résultats et prix obtenus au cours de l'étape.

### Classement de l'étape
| Classement de la 21e étape | Classement de la 21e étape | Classement de la 21e étape | Classement de la 21e étape | Classement de la 21e étape |
|                            | Coureur                    | Pays                       | Équipe                     | Temps                      |
| -------------------------- | -------------------------- | -------------------------- | -------------------------- | -------------------------- |
| 1er                        | Jordi Meeus                | Belgique                   | Bora-Hansgrohe             | en 2 h 56 min 13 s         |
| 2e                         | Jasper Philipsen           | Belgique                   | Alpecin-Deceuninck         | + 0 s                      |
| 3e                         | Dylan Groenewegen          | Pays-Bas                   | Team Jayco AlUla           | + 0 s                      |
| 4e                         | Mads Pedersen              | Danemark                   | Lidl-Trek                  | + 0 s                      |
| 5e                         | Cees Bol                   | Pays-Bas                   | Astana Qazaqstan Team      | + 0 s                      |
| 6e                         | Biniam Girmay              | Érythrée                   | Intermarché-Circus-Wanty   | + 0 s                      |
| 7e                         | Bryan Coquard              | France                     | Cofidis                    | + 0 s                      |
| 8e                         | Søren Wærenskjold          | Norvège                    | Uno-X Pro Cycling Team     | + 0 s                      |
| 9e                         | Corbin Strong              | Nouvelle-Zélande           | Israel-Premier Tech        | + 0 s                      |
| 10e                        | Luca Mozzato               | Italie                     | Arkéa-Samsic               | + 0 s                      |
| modifier                   |                            |                            |                            |                            |

### Bonifications en temps
|   | Coureur                                                                                       | Pays                                                                                          | Équipe                                                                                        | Bonifications |
| - | --------------------------------------------------------------------------------------------- | --------------------------------------------------------------------------------------------- | --------------------------------------------------------------------------------------------- | ------------- |
| 1 | Aucune bonification distribuée en raison de la chaussée glissante - Article 20.b du règlement | Aucune bonification distribuée en raison de la chaussée glissante - Article 20.b du règlement | Aucune bonification distribuée en raison de la chaussée glissante - Article 20.b du règlement | 10 s          |
| 2 | Aucune bonification distribuée en raison de la chaussée glissante - Article 20.b du règlement | Aucune bonification distribuée en raison de la chaussée glissante - Article 20.b du règlement | Aucune bonification distribuée en raison de la chaussée glissante - Article 20.b du règlement | 6 s           |
| 3 | Aucune bonification distribuée en raison de la chaussée glissante - Article 20.b du règlement | Aucune bonification distribuée en raison de la chaussée glissante - Article 20.b du règlement | Aucune bonification distribuée en raison de la chaussée glissante - Article 20.b du règlement | 4 s           |

### Points attribués
| Sprint intermédiaire Paris - Haut des Champs-Élysées - 3e passage sur la ligne (km 75,1) | Sprint intermédiaire Paris - Haut des Champs-Élysées - 3e passage sur la ligne (km 75,1) | Sprint intermédiaire Paris - Haut des Champs-Élysées - 3e passage sur la ligne (km 75,1) | Sprint intermédiaire Paris - Haut des Champs-Élysées - 3e passage sur la ligne (km 75,1) | Sprint intermédiaire Paris - Haut des Champs-Élysées - 3e passage sur la ligne (km 75,1) |
| ---------------------------------------------------------------------------------------- | ---------------------------------------------------------------------------------------- | ---------------------------------------------------------------------------------------- | ---------------------------------------------------------------------------------------- | ---------------------------------------------------------------------------------------- |
|                                                                                          | Coureur                                                                                  | Pays                                                                                     | Équipe                                                                                   | Point(s)                                                                                 |
| 1er                                                                                      | Tadej Pogačar                                                                            | Slovénie                                                                                 | UAE Team Emirates                                                                        | 20                                                                                       |
| 2e                                                                                       | Nathan Van Hooydonck                                                                     | Belgique                                                                                 | Jumbo-Visma                                                                              | 17                                                                                       |
| 3e                                                                                       | Bryan Coquard                                                                            | France                                                                                   | Cofidis                                                                                  | 15                                                                                       |
| 4e                                                                                       | Alberto Bettiol                                                                          | Italie                                                                                   | EF Education-EasyPost                                                                    | 13                                                                                       |
| 5e                                                                                       | Nikias Arndt                                                                             | Allemagne                                                                                | Bahrain Victorious                                                                       | 11                                                                                       |
| 6e                                                                                       | Kevin Geniets                                                                            | Luxembourg                                                                               | Groupama-FDJ                                                                             | 10                                                                                       |
| 7e                                                                                       | Michał Kwiatkowski                                                                       | Pologne                                                                                  | Ineos Grenadiers                                                                         | 9                                                                                        |
| 8e                                                                                       | Axel Zingle                                                                              | France                                                                                   | Cofidis                                                                                  | 8                                                                                        |
| 9e                                                                                       | Rémi Cavagna                                                                             | France                                                                                   | Soudal Quick-Step                                                                        | 7                                                                                        |
| 10e                                                                                      | Lawson Craddock                                                                          | États-Unis                                                                               | Team Jayco AlUla                                                                         | 6                                                                                        |
| 11e                                                                                      | Alexander Edmondson                                                                      | Australie                                                                                | Team DSM-Firmenich                                                                       | 5                                                                                        |
| 12e                                                                                      | Nils Politt                                                                              | Allemagne                                                                                | Bora-Hansgrohe                                                                           | 4                                                                                        |
| 13e                                                                                      | Omar Fraile                                                                              | Espagne                                                                                  | Ineos Grenadiers                                                                         | 3                                                                                        |
| 14e                                                                                      | Mattias Skjelmose Jensen                                                                 | Danemark                                                                                 | Lidl-Trek                                                                                | 2                                                                                        |
| 15e                                                                                      | Harold Tejada                                                                            | Colombie                                                                                 | Astana Qazaqstan Team                                                                    | 1                                                                                        |
| modifier                                                                                 |                                                                                          |                                                                                          |                                                                                          |                                                                                          |

| Arrivée d'étape Paris - Champs-Élysées - 9e passage sur la ligne (km 187,4) | Arrivée d'étape Paris - Champs-Élysées - 9e passage sur la ligne (km 187,4)          | Arrivée d'étape Paris - Champs-Élysées - 9e passage sur la ligne (km 187,4) | Arrivée d'étape Paris - Champs-Élysées - 9e passage sur la ligne (km 187,4) | Arrivée d'étape Paris - Champs-Élysées - 9e passage sur la ligne (km 187,4) |
| --------------------------------------------------------------------------- | ------------------------------------------------------------------------------------ | --------------------------------------------------------------------------- | --------------------------------------------------------------------------- | --------------------------------------------------------------------------- |
|                                                                             | Coureur                                                                              | Pays                                                                        | Équipe                                                                      | Point(s)                                                                    |
| 1er                                                                         | Aucun point distribué en raison de la chaussée glissante - Article 20.b du règlement |                                                                             |                                                                             |                                                                             |
| modifier                                                                    |                                                                                      |                                                                             |                                                                             |                                                                             |

### Cols et côtes
| \| Côte du Pavé des Gardes (km 42,8) 4e catégorie (1,3 km à 6,5 %) \| Côte du Pavé des Gardes (km 42,8) 4e catégorie (1,3 km à 6,5 %) \| Côte du Pavé des Gardes (km 42,8) 4e catégorie (1,3 km à 6,5 %) \| Côte du Pavé des Gardes (km 42,8) 4e catégorie (1,3 km à 6,5 %) \| Côte du Pavé des Gardes (km 42,8) 4e catégorie (1,3 km à 6,5 %) \| \| --------------------------------------------------------------- \| --------------------------------------------------------------- \| --------------------------------------------------------------- \| --------------------------------------------------------------- \| --------------------------------------------------------------- \| \| \| Coureur \| Pays \| Équipe \| Point(s) \| \| 1er \| Giulio Ciccone \| Italie \| Lidl-Trek \| 1 \| \| modifier \| \| \| \| \| |                |        |           |          |
| Côte du Pavé des Gardes (km 42,8) 4e catégorie (1,3 km à 6,5 %) |                |        |           |          |
| | Coureur        | Pays   | Équipe    | Point(s) |
| 1er | Giulio Ciccone | Italie | Lidl-Trek | 1        |
| modifier |                |        |           |          |

## Classements à l'issue de l'étape
Cette section présente le classement général et les différents classements annexes à l'issue de l'étape.

### Classement général
| Classement général | Classement général | Classement général | Classement général | Classement général |
|                    | Coureur            | Pays               | Équipe             | Temps              |
| ------------------ | ------------------ | ------------------ | ------------------ | ------------------ |
| 1er                | Jonas Vingegaard   | Danemark           | Jumbo-Visma        | en 82 h 5 min 42 s |
| 2e                 | Tadej Pogačar      | Slovénie           | UAE Team Emirates  | + 7 min 29 s       |
| 3e                 | Adam Yates         | Royaume-Uni        | UAE Team Emirates  | + 10 min 56 s      |
| 4e                 | Simon Yates        | Royaume-Uni        | Team Jayco AlUla   | + 12 min 23 s      |
| 5e                 | Carlos Rodríguez   | Espagne            | Ineos Grenadiers   | + 13 min 17 s      |
| 6e                 | Pello Bilbao       | Espagne            | Bahrain Victorious | + 13 min 27 s      |
| 7e                 | Jai Hindley        | Australie          | Bora-Hansgrohe     | + 14 min 44 s      |
| 8e                 | Felix Gall         | Autriche           | AG2R Citroën Team  | + 16 min 9 s       |
| 9e                 | David Gaudu        | France             | Groupama-FDJ       | + 23 min 8 s       |
| 10e                | Guillaume Martin   | France             | Cofidis            | + 26 min 30 s      |
| modifier           |                    |                    |                    |                    |

| Classement par points | Classement par points | Classement par points | Classement par points | Classement par points |
| --------------------- | --------------------- | --------------------- | --------------------- | --------------------- |
|                       | Coureur               | Pays                  | Équipe                | Point(s)              |
| 1er                   | Jasper Philipsen      | Belgique              | Alpecin-Deceuninck    | 377 points            |
| 2e                    | Mads Pedersen         | Danemark              | Lidl-Trek             | 258 pts               |
| 3e                    | Bryan Coquard         | France                | Cofidis               | 203 pts               |
| 4e                    | Tadej Pogačar         | Slovénie              | UAE Team Emirates     | 186 pts               |
| 5e                    | Jonas Vingegaard      | Danemark              | Jumbo-Visma           | 128 pts               |
| 6e                    | Kasper Asgreen        | Danemark              | Soudal Quick-Step     | 125 pts               |
| 7e                    | Jordi Meeus           | Belgique              | Bora-Hansgrohe        | 123 pts               |
| 8e                    | Matej Mohorič         | Slovénie              | Bahrain Victorious    | 106 pts               |
| 9e                    | Pello Bilbao          | Espagne               | Bahrain Victorious    | 103 pts               |
| 10e                   | Simon Yates           | Royaume-Uni           | Team Jayco AlUla      | 95 pts                |
| modifier              |                       |                       |                       |                       |

| Classement du meilleur grimpeur | Classement du meilleur grimpeur | Classement du meilleur grimpeur | Classement du meilleur grimpeur | Classement du meilleur grimpeur |
| ------------------------------- | ------------------------------- | ------------------------------- | ------------------------------- | ------------------------------- |
|                                 | Coureur                         | Pays                            | Équipe                          | Point(s)                        |
| 1er                             | Giulio Ciccone                  | Italie                          | Lidl-Trek                       | 106 points                      |
| 2e                              | Felix Gall                      | Autriche                        | AG2R Citroën Team               | 92 pts                          |
| 3e                              | Jonas Vingegaard                | Danemark                        | Jumbo-Visma                     | 89 pts                          |
| 4e                              | Neilson Powless                 | États-Unis                      | EF Education-EasyPost           | 58 pts                          |
| 5e                              | Tadej Pogačar                   | Slovénie                        | UAE Team Emirates               | 55 pts                          |
| 6e                              | Simon Yates                     | Royaume-Uni                     | Team Jayco AlUla                | 44 pts                          |
| 7e                              | Tobias Halland Johannessen      | Norvège                         | Uno-X Pro Cycling Team          | 38 pts                          |
| 8e                              | Jai Hindley                     | Australie                       | EF Education-EasyPost           | 31 pts                          |
| 9e                              | Michał Kwiatkowski              | Pologne                         | Ineos Grenadiers                | 30 pts                          |
| 10e                             | Mattias Skjelmose Jensen        | Danemark                        | Lidl-Trek                       | 29 pts                          |
| modifier                        |                                 |                                 |                                 |                                 |

| Classement général du meilleur jeune | Classement général du meilleur jeune | Classement général du meilleur jeune | Classement général du meilleur jeune | Classement général du meilleur jeune |
|                                      | Coureur                              | Pays                                 | Équipe                               | Temps                                |
| ------------------------------------ | ------------------------------------ | ------------------------------------ | ------------------------------------ | ------------------------------------ |
| 1er                                  | Tadej Pogačar                        | Slovénie                             | UAE Team Emirates                    | en 82 h 13 min 11 s                  |
| 2e                                   | Carlos Rodríguez                     | Espagne                              | Ineos Grenadiers                     | + 5 min 28 s                         |
| 3e                                   | Felix Gall                           | Autriche                             | AG2R Citroën Team                    | + 8 min 40 s                         |
| 4e                                   | Tom Pidcock                          | Royaume-Uni                          | Ineos Grenadiers                     | + 40 min 23 s                        |
| 5e                                   | Mattias Skjelmose Jensen             | Danemark                             | Lidl-Trek                            | + 2 h 7 min 58 s                     |
| 6e                                   | Tobias Halland Johannessen           | Norvège                              | Uno-X Pro Cycling Team               | + 2 h 8 min 4 s                      |
| 7e                                   | Mathieu Burgaudeau                   | France                               | TotalEnergies                        | + 2 h 13 min 44 s                    |
| 8e                                   | Clément Champoussin                  | France                               | Arkéa-Samsic                         | + 2 h 50 min 38 s                    |
| 9e                                   | Matthew Dinham                       | Australie                            | Team DSM-Firmenich                   | + 3 h 6 min 3 s                      |
| 10e                                  | Maxim Van Gils                       | Belgique                             | Lotto Dstny                          | + 3 h 10 min 20 s                    |
| modifier                             |                                      |                                      |                                      |                                      |

| Classement par équipes | Classement par équipes | Classement par équipes | Classement par équipes |
|                        | Équipe                 | Pays                   | Temps                  |
| ---------------------- | ---------------------- | ---------------------- | ---------------------- |
| 1re                    | Jumbo-Visma            | Pays-Bas               | en 247 h 26 min 17 s   |
| 2e                     | UAE Team Emirates      | Émirats arabes unis    | + 7 min 13 s           |
| 3e                     | Bahrain Victorious     | Bahreïn                | + 22 min 1 s           |
| 4e                     | Ineos Grenadiers       | Royaume-Uni            | + 26 min 36 s          |
| 5e                     | Groupama-FDJ           | France                 | + 50 min 44 s          |
| 6e                     | AG2R Citroën Team      | France                 | + 1 h 44 min 24 s      |
| 7e                     | Bora-Hansgrohe         | Allemagne              | + 1 h 58 min 32 s      |
| 8e                     | Team Jayco AlUla       | Australie              | + 3 h 14 min 57 s      |
| 9e                     | Israel-Premier Tech    | Israël                 | + 4 h 27 min 13 s      |
| 10e                    | Movistar Team          | Espagne                | + 4 h 31 min 50 s      |
| modifier               |                        |                        |                        |

### Prix du super-combatif
- Victor Campenaerts (Lotto Dstny)

## Abandons
Il n'y a pas eu d'abandon lors de cette 21e étape.